# Abad
Abad is een gemeente (bələdiyyəsi) in het district (rayon) Ağdaş in Azerbeidzjan. 